# Maria Szeliga
Maria Szeliga z d. Palczak (ur. 8 listopada 1952 w Rzeszowie) – polska łuczniczka, olimpijka Letnich Igrzysk Olimpijskich 1980 w Moskwie. 
W 1969 r. ukończyła Zasadniczą Szkołę Zawodową o kierunku: handlowiec-sprzedawca. W latach 1962–1987 należała do klubu sportowego Resovia. Jej trenerami byli: Antoni Gromski, Katarzyna Wiśniowska i Józef Tomkiewicz. 
W 1976 r. otrzymała tytuł Mistrzyni Sportu. W 1978 r. została odznaczona srebrnym Medalem za Wybitne Osiągnięcia Sportowe. W 1985 r. otrzymała Srebrny Krzyż Zasługi a w 2005 r. Złoty. W 2003 r. została odznaczona Złotym Medalem PKOl.
Córka Walentego i Katarzyny (z d. Wasilewskiej). Zamężna z Janem Szeligą – nauczycielem i trenerem łucznictwa. Ma troje dzieci: Kingę (ur. 1977), Konrada (ur. 1983) i Katarzynę (ur. 1989). Wszystkie jej dzieci uprawiają łucznictwo. Kinga dwa razy zdobyła srebrny medal na Mistrzostwach Polski oraz była w reprezentacji kraju. Maria Szeliga obecnie mieszka w podrzeszowskiej miejscowości Kielnarowa. Wraz z mężem prowadzą sekcję łuczniczą LKS "JAR" Kielnarowa.

## Osiągnięcia sportowe
- 1970 – złoty medal Mistrzostw Polski juniorek[1];
- 1972 – srebrny medal Mistrzostw Europy, Walferdange (drużynowo);
- 1976 – złoty medal Mistrzostw Polski w wieloboju indywidualnym;
- 1978 – srebrny medal Mistrzostw Europy, Stoneleigh (drużynowo);
- 1978 – złoty medal Mistrzostw Polski w wieloboju indywidualnym;
- 1979 – złoty medal Mistrzostw Polski w wieloboju indywidualnym;
- 1980 – 7. miejsce podczas Igrzysk Olimpijskich w Moskwie (4-bój indywidualny).